# Литвинчук Іван Самійлович
Іва́н Самі́йлович Литвинчу́к (псевдо: «Максим», «Дубовий», «Давид», «Корній», «Хмельницький», «Москва», «7604», «9245», «0405», «8228»; 21 серпня 1920, с. Бискупичі Руські, нині Нехвороща, Володимирський район — 19 січня 1951, Золотіївські хутори, Демидівського району, Рівненської області) — український військовик, полковник УПА (від 19.01.1951), командир ВО «Заграва» (1943—1944), командир Західна ВО «Завихост» (1944—1946), провідник ОУН Західного краю «Дніпро» на ПЗУЗ, командир УПА-Північ (02.1946 — †19.01.1951), заступник провідника ОУН на ПЗУЗ (з 1949). Лицар Золотого хреста заслуги 1-го класу згідно з наказом ч. 3/48 від 23.10.1948 р.2. Керував наступом УПА на село Янову Долину у ніч з 21 на 22 червня 1943, що було однією з перших антипольських акцій УПА на Волині.

## Життєпис
Народився 21 серпня 1920 року (за іншими даними, у 1917 чи 1919 році) у селі Бискупичі Руські (тоді УНР, нині Нехвороща, Волинська область, Україна) в родині священика.
Напівсирота, виховувався при Дерманському монастирі з 14 років, навчався в Духовній семінарії в Крем'янці (є дані про те, що закінчив гімназію в м. Тернопіль), де вступив до ОУН (ймовірно, 1935 чи 1936 р.). 1937 року став секретарем архієпископа Симона, з яким виїжджав до Варшави, де був із перервами до 1939 р.

Іван Литвинчук (верхній ряд, другий ліворуч) з охоронцями. Друга половина 1940-х рр.

За іншими даними політв'язень польських тюрем (1937—1939 роки, зокрема, у Самбірській тюрмі), член організаційної референтури ОУН у Кракові (1940—1941).
Член ОУН. У часи нацистської окупації працював певний час у міській управі м. Сарни й одночасно очолював Сарненську округу ОУН(б) «Лісова пісня» (1941—1943). Організатор військових вишколів та перших відділів УПА на ПЗУЗ (1942—1943). Командир Першої групи УПА (незабаром — ВО «Заграва») (1943—1944).
В ніч з 22 на 23 квітня 1943 «Дубовий» вів загальне керівництво наступом УПА на Янову Долину. У березні 1944 р. знятий з посади, очолював ВО «Мазепа». Із листопада 1944 р. — крайовий провідник Північно-західного краю під криптонімом «Хмельницький», «Москва». Із 1945 р. — член проводу ОУН(б) на ПЗУЗ. Командир УПА-Північ у ранзі майора (1949—1951), заступник провідника ОУН на ПЗУЗ з 1949 року.
На думку П. Содоля, після загибелі «Клима Савура» (Дмитро Клячківський), УПА-Північ очолив «Дубовий». Слушним здається й припущення П.Мірчука, що командиром УПА-Північ міг стати «Карпович» (М. Медвідь), який був військовим референтом проводу ОУН на ПЗУЗ. Лише після його смерті на початку червня 1945 р. посаду командира УПА-Північ можливо обійняв «Дубовий». Проте і це не є остаточно з'ясованим, бо після загибелі «Карповича» командиром УПА-Північ міг стати провідник ОУН на ПЗУЗ «Смок» (Микола Козак). Певними лише є відомості, що «Дубовий» став командиром УПА-Північ тільки після того, як у 1949 р. загинув «Смок».
У 1944 р. загін А. Трачука-«Ломоноса», що співпрацював з НКВС, заледве не знищив його з охороною. Певний час проживав з В. Галасою («Орлан»), його дружиною, секретаркою «Катериною», друкаркою «Ганною» у криївці в с. Полонка Луцького  р-ну. Одружився  із  секретаркою  «Катериною». У 1950—1951 рр. зазимував у криївці в будинку на одному із Золочівських хуторів.
Заскочений ворогом в криївці, загинув геройською смертю 19 січня 1951 р. на Золотіївських хуторах (тепер с. Ниви-Золочівські, що належить до сільської ради с. Золочівка Демидівського району Рівненської області).
За першою версією, криївку, де зберігалася велика кількість пропагандистської літератури і зашифровані документи, в т.ч. пошта від Василя Кука, виявила спецгрупа МДБ за допомогою провідника Луцького району А.
Сметани-«Антона», котрий постачав «Дубового» харчами. За іншою версією, донька господаря будинку розповіла місцевому міліціонеру про сховок. Спецзагін спробував «викурити» Литвинчука газовою гранатою. Тоді він підірвав себе і ще одного юнака.
За третьою версією, застрелився  (прострелив собі праву скроню) .
Полковник УПА  від 19.01.1951.
У Польщі його вважають його одним з відповідальних за Волинську трагедію. Гжегож Мотика взагалі стверджує, що він з провідником волинської ОУН(б) Дмитром Клячківським («Клим Савур»), військовий референт ОУН(б) Василем Івахівим («Сом») ухвалював відповідне рішення, однак українські історики вказують на те, що реального документа на підтвердження цього рішення ніколи не було знайдено.

## Пам'ять
На місці загибелі Івана Литвинчука встановлений Пам'ятний Хрест, а його ім'ям названа школа в с. Золочівка.

### У літературі
«Дубовий» є одним з героїв роману «Білий Кречет» та «Боривітри» трилогії «Кров свята» Володимира Шовкошитного.